# Лас-Ломас (Каліфорнія)
Лас-Ломас (англ. Las Lomas) — переписна місцевість (CDP) в США, в окрузі Монтерей штату Каліфорнія. Населення — 3046 осіб (2020).

## Географія
Лас-Ломас розташований за координатами 36°52′8″ пн. ш. 121°43′54″ зх. д. / 36.86889° пн. ш. 121.73167° зх. д. (36.868813, -121.731611).  За даними Бюро перепису населення США в 2010 році переписна місцевість мала площу 2,69 км², уся площа — суходіл.

## Демографія
Згідно з переписом 2010 року, у переписній місцевості мешкали 3024 особи в 598 домогосподарствах у складі 531 родини. Густота населення становила 1126 осіб/км².  Було 623 помешкання (232/км²).
Расовий склад населення:
| - 38,6 % — білих - 3,1 % — корінних американців - 1,8 % — азіатів - 1,2 % — чорних або афроамериканців - 0,8 % — вихідців з тихоокеанських островів - 49,3 % — осіб інших рас |

До двох чи більше рас належало 5,3 %. Частка іспаномовних становила 89,2 % від усіх жителів.
За віковим діапазоном населення розподілялося таким чином: 33,1 % — особи молодші 18 років, 60,5 % — особи у віці 18—64 років, 6,4 % — особи у віці 65 років та старші. Медіана віку мешканця становила 27,7 року. На 100 осіб жіночої статі у переписній місцевості припадало 111,2 чоловіків;  на 100 жінок у віці від 18 років та старших — 112,3 чоловіків також старших 18 років.
Середній дохід на одне домашнє господарство  становив 73 813 долари США (медіана — 63 710), а середній дохід на одну сім'ю — 71 504 долари (медіана — 56 786). Медіана доходів становила 33 942 долари для чоловіків та 26 385 доларів для жінок. За межею бідності перебувало 21,8 % осіб, у тому числі 26,2 % дітей у віці до 18 років та 0,0 % осіб у віці 65 років та старших.
Цивільне працевлаштоване населення становило 1367 осіб. Основні галузі зайнятості: сільське господарство, лісництво, риболовля — 25,4 %, освіта, охорона здоров'я та соціальна допомога — 16,6 %, будівництво — 15,1 %, роздрібна торгівля — 14,0 %.